# Joscho Stephan

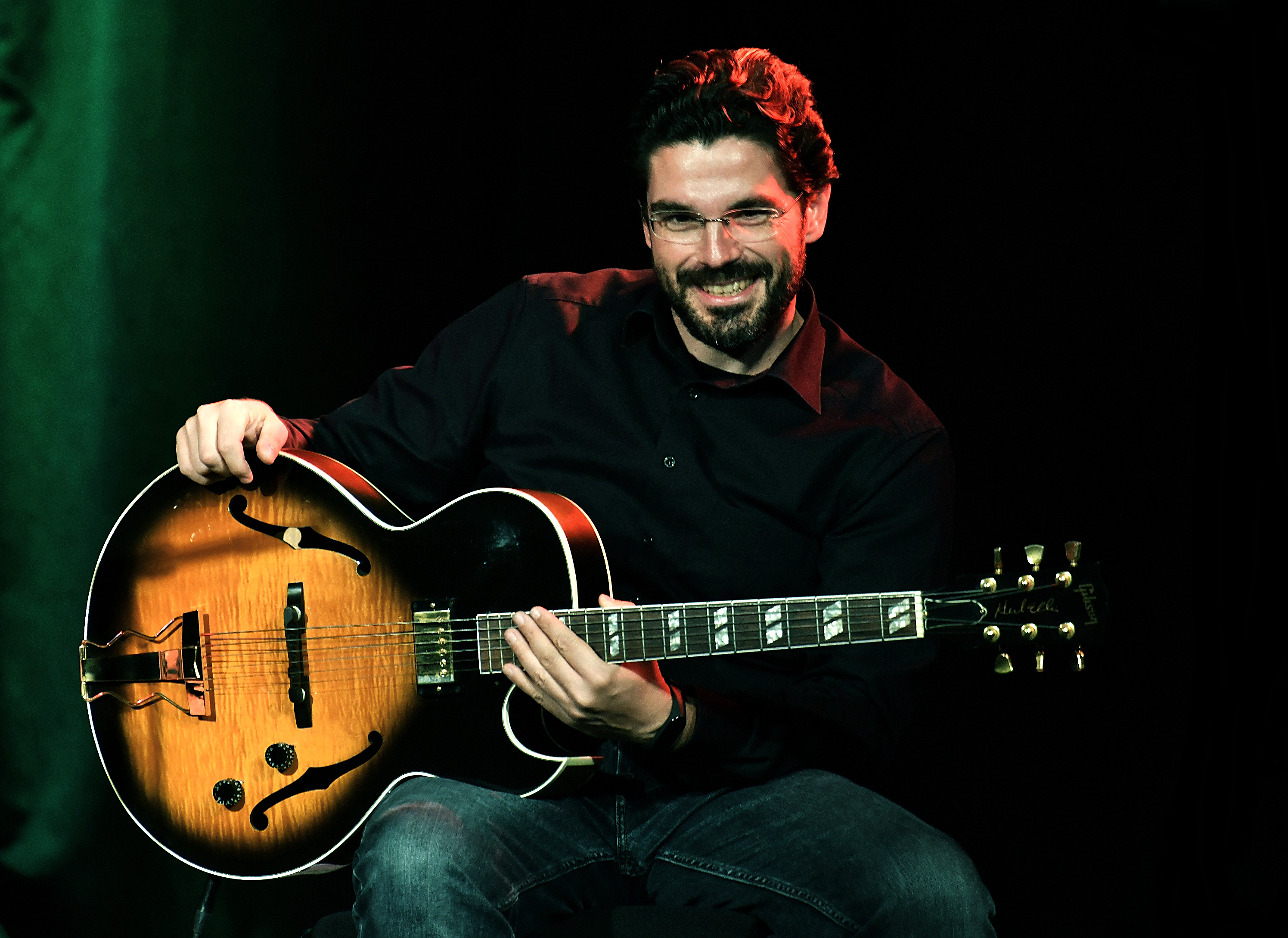
Joscho Stephan bei der Jazzinitiative Dinslaken (2021)

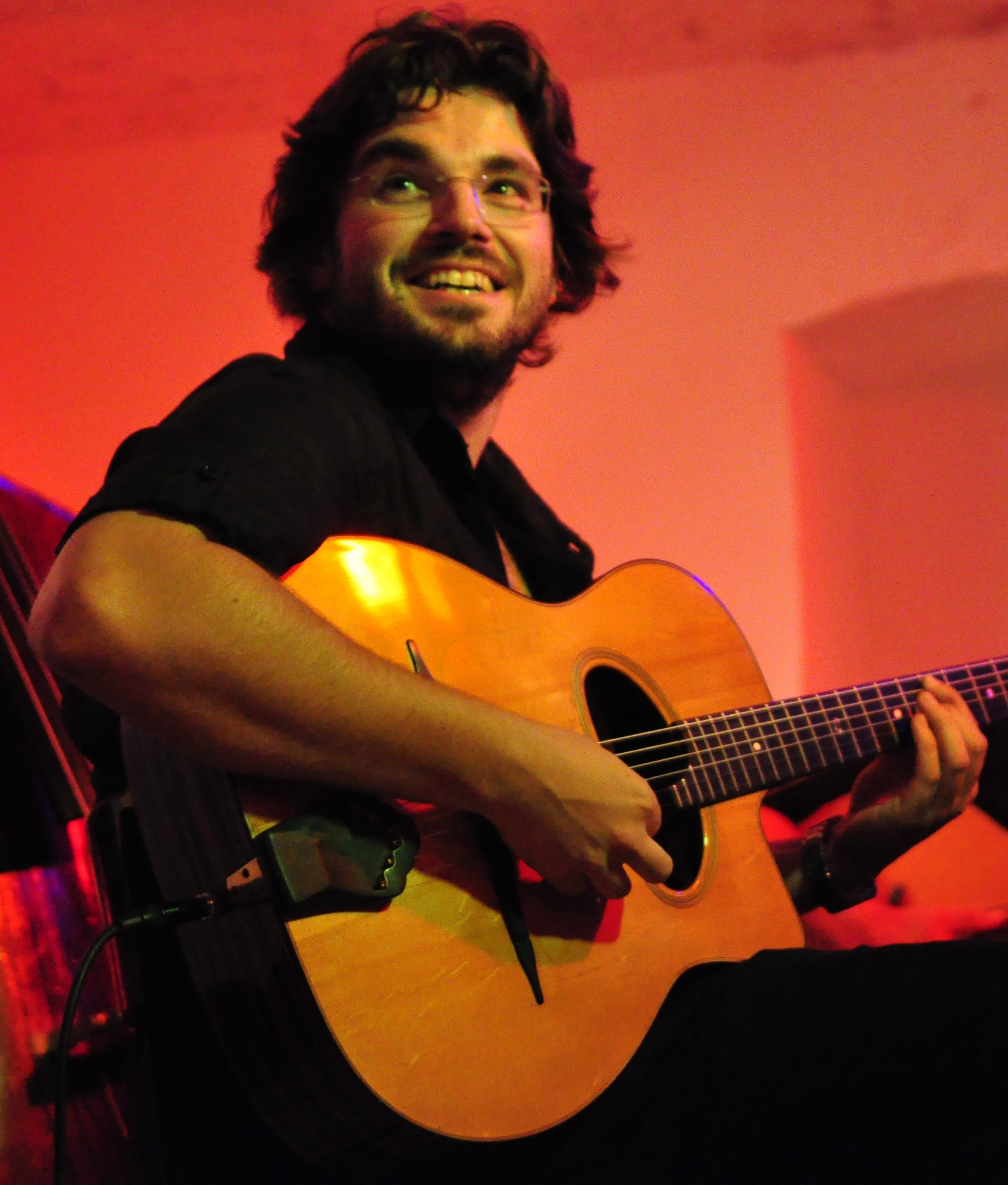
Joscho Stephan mit seiner Volkert-D-Loch-Gypsy-Jazzgitarre (undatiert)

Joscho Stephan (* 23. Juni 1979 in Mönchengladbach) ist ein deutscher Jazzgitarrist, der vorwiegend modernen Gypsy-Jazz spielt. Er hat sich bisher vor allem in diesem Genre als Virtuose auf der akustischen Gitarre einen Namen gemacht.

## Leben und Wirken
Stephan lernte bereits im Alter von sechs Jahren Gitarre spielen, zunächst bei seinem Vater, bevor er bis zu seinem 14. Lebensjahr klassischen Gitarrenunterricht erhielt. 1993 gewann er beim Landeswettbewerb Jugend musiziert einen 1. Preis. Danach begann er, sich verstärkt für Jazz und Rock zu interessieren, und nahm Unterricht im Bereich Jazzgitarre. 1993 und 1995 gewann er auch zwei erste Preise beim Landeswettbewerb Jugend jazzt. Im Gegensatz zu vielen anderen Vertretern des Gypsy-Jazz entstammt Stephan keiner Musikerfamilie aus dem Umfeld der Sinti und Roma (wenngleich sein Großvater Rom war), sondern entdeckte erst als Jugendlicher eher zufällig die Musik des Gypsy-Jazzgitarristen Django Reinhardt und eignete sich dessen Stilistik als Grundlage für das eigene Solospiel autodidaktisch an. Weitere Einflüsse stammen vor allem aus dem Blues, Rock, Country und Latin Jazz.
Im Jahr 1997 trat Stephan erstmals als Newcomer beim Django Reinhardt Memorial Festival in Augsburg nennenswert in Erscheinung. Zwei Jahre später gelang es ihm, sein offizielles Debüt Swinging Strings beim Musiklabel Acoustic Music Records des Gitarristen Peter Finger zu veröffentlichen. Das Album, das insbesondere wegen der spieltechnischen Fähigkeiten des damals 20-Jährigen international Beachtung erzielte, wurde im Juli 2000 von der amerikanischen Fachzeitschrift Guitar Player zur CD des Monats gewählt. Das amerikanische Acoustic Guitar Magazine schrieb in seiner Ausgabe vom Mai 2004, Joscho Stephan repräsentiere die Zukunft der Gypsy-Jazzgitarre.
Stephan tourt regelmäßig international mit seinem eigenen Ensemble. Sein Vater Günter Stephan wirkte dabei an der Rhythmusgitarre mit. Weitere feste Mitglieder seines Ensembles sind Sebastian Reimann (Violine) und Volker Kamp (Kontrabass). Stephan trat bisher bei vielen namhaften Jazzfestivals sowie als Gastmusiker oder Partner an der Seite von Musikern wie Paquito D’Rivera, James Carter, Charlie Mariano, Grady Tate, Biréli Lagrène, Stochelo Rosenberg und Tommy Emmanuel auf. Mit dem Klezmer-Klarinettisten Helmut Eisel hat sich seit 2009 eine Zusammenarbeit entwickelt, die im Joscho Stephan & Helmut Eisel Quartett mündete. Seit 2016 arbeitet er auch mit Sven Jungbeck und Matthias Strucken zusammen. Im Jahr 2019 gründete Joscho Stephan zusammen mit Richard Smith und dem amerikanischen Gitarristen Rory Hoffman das "Transatlantic Guitar Trio", das in Europa und den USA erfolgreich ist. Seit 2020 spielt er in einem Duo mit dem Gitarristen Peter Autschbach.
Stephans Hauptinstrument für die Bühne ist eine vollakustische Gypsy-Jazzgitarre mit D-förmigem Schallloch des deutschen Gitarrenbauers Jürgen Volkert aus Lauf an der Pegnitz. Seit 2013 betreibt Stephan eine E-Learning-Plattform rund um das Thema Gypsy-Gitarre.
Im Januar 2025 wurde Joscho Stephan als Dozent und Gitarrist zu dem Event "Breezin' with the Stars" in Phoenix, Arizona (USA) eingeladen. Bei der von George Benson initiierten Veranstaltung traf er mit international bekannten Kollegen wie Tommy Emmanuel, John Scofield, Al Di Meola, Lee Ritenour, Stanley Jordan, Andy Timmons, Greg Phillinganes, Patti Austin und Steve Lukather zusammen.
Seit 2001 ist er mit seiner jetzigen Ehefrau Ramona zusammen. Sie haben 3 Kinder und leben in Mönchengladbach.

## Diskografische Hinweise
- 1999: Swinging Strings
- 2001: Swing News
- 2003: Django Forever
- 2006: Acoustic Live
- 2009: Django Nuevo
- 2011: Gypsy Meets Jazz mit Olivier Holland
- 2012: Gypsy Meets the Klezmer mit Helmut Eisel
- 2014: Gypsy Meets Groove mit Olivier Holland
- 2014: Joscho Stephan’s Acoustic Rhythm
- 2015: Guitar Heroes feat. Tommy Emmanuel, Biréli Lagrène & Stochelo Rosenberg
- 2020: Transatlantic Guitar Trio mit Richard Smith und Rory Hoffman
- 2021: Sundowner mit Peter Autschbach
- 2022: Guitar Heroes Live (mit Biréli Lagrène, Stochelo Rosenberg, Richard Smith, Olli Soikelli)[6]